# Gilitka-patak
A Gilitka-patak Szarvaskőtől déli irányban, a Bükk-vidék központjának nyugati részén ered mintegy 630 méteres tengerszint feletti magasságban a Gilitka-forrásból. A patakot érinti az Országos Kéktúra útvonala, mely a 2006-ban felújított római katolikus műemlék, a Gilitka-kápolna érintésével halad át a vidéken.
A Gilitka-patak mintegy 300 méteres szintcsökkenés után éri el az Eger-patakot Szarvaskő település belterületén a Fő út és a 25-ös főút szarvaskői szakaszán az Egri út találkozásánál.

## Partmenti települések
A patak mentén fekvő Szarvaskő lakossága meghaladja a 300 főt.